# Myophoricardiidae
Myophoricardiidae zijn een uitgestorven familie van tweekleppigen uit de orde Carditida.